# معاهدة متعددة الأطراف
المعاهدة متعددة الأطراف هي معاهدة تتضمن ثلاث دول أو أكثر من الدول ذات السيادة. كل طرف عليه التزامات حاله حال جميع الأطراف الأخرى، بأستثناء التحفظات. بعض أمثلة المعاهدات متعددة، الاتفاقية المتعلقة بمركز اللاجئين، اتفاقية الأمم المتحدة لقانون البحار، اتفاقيات جنيف و نظام روما الأساسي للمحكمة الجنائية الدولية.

## علاقتها بالمعاهدات الثنائية
المعاهدة الثنائية هي معاهدة بين دولتين. وقد تصبح معاهدة متعددة الأطراف عند أنضمام أطراف جديدة إليها.

## المعاهدات عديدة الأطراف
المعاهدة عديدة الأطراف هي نوع خاص من المعاهدات المتعددة الأطراف. المعاهدة عديدة الأطراف هي معاهدة بين عدد محدود من الدول، مع اهتمام خاص في موضوع المعاهدة. إن الفرق الأساسي بين معاهدة عديدة الأطراف وغيرها من المعاهدات متعددة الأطراف هو توفر حجوزات محدودة بموجب المعاهدة عديدة الأطراف. بسبب الطبيعة المحدودة لمعاهدة عديدة الأطراف، فأن التعاون الكامل من جانب أطراف المعاهدة أمر مطلوب لتحقق المعاهدة. نتيجة لذلك فالتحفظات غير مسموح بها في المعاهدات عديدة الأطراف بها دون موافقة جميع الأطراف الأخرى في المعاهدة. هذا المبدأ مدون في القانون الدولي المادة 20(2) من اتفاقية فيينا لقانون المعاهدات:
عندما يبدو من عدد محدود من الدول المتفاوضة الهدف والغرض من المعاهدة هو تطبيق المعاهدة بكاملها بين جميع الأطراف شرط أساسي لموافقة كل منهم على الالتزام بالمعاهدة، و يتطلب التحفظ قبول جميع الأطراف.
مثال للمعاهدة عديدة الأطراف، معاهدة أنتاركتيكا، الموقعة في 1 كانون الأول / ديسمبر 1959.